# 涪陵续断
涪陵续断（学名：Dipsacus fulingensis）为川续断科川续断属下的一个种。

## 扩展阅读
- 維基物種上的相關：涪陵续断